# اوهلینس
اوهلینس (انگلیسی: Öhlins) شرکت خودروسازی سوئدی است، که در سال ۱۹۷۶ توسط کنت اوهلین تأسیس شد و هم‌اکنون زیرمجموعه‌ای از شرکت تنکو می‌باشد.